# Дремлюги
Дремлю́ги — село в Україні, у Лебединській міській громаді Сумського району Сумської області. Населення становить 11 осіб. До 2020 орган місцевого самоврядування — Будильська сільська рада.

## Географія
Село Дремлюги знаходиться між селами Гарбарі і Будилка (1 км). По селу протікає пересихаючий струмок. Поруч проходить автомобільна дорога Т 1918.

## Історія
За даними на 1864 рік на казенному хуторі Лебединської волості Лебединського повіту Харківської губернії, мешкало 7 осіб (4 чоловічої статі та 3 — жіночої), налічувалось 2 дворових господарства.
12 червня 2020 року, відповідно до Розпорядження Кабінету Міністрів України № 723-р «Про визначення адміністративних центрів та затвердження територій територіальних громад Сумської області», увійшло до складу Лебединської міської територіальної громади.
19 липня 2020 року, після ліквідації Лебединського району, село увійшло до Сумського району.